# ディアマンティーナ
ディアマンティーナ（Diamantina, 正しくはジアマンチーナ）は、ブラジル・ミナスジェライス州の都市である。人口は約4万7000人（2020年）である。
ディアマンティーナは、18世紀のポルトガルにおける植民地時代に建設された都市であり、名前から察することができるように、かつては、ダイヤモンドの採掘で繁栄した町である。町の名前もダイヤモンドに由来する。
ブラジルにおけるバロック建築の保存状態がよく、UNESCOの世界遺産に登録された。

## 姉妹都市
- Třeboň、チェコ

## 出身者
- ジュセリーノ・クビチェック - ブラジル第24代大統領。
- アラン・ジェラウド・デ・メロ・サントス - サッカー選手。
- アレックス・アントニオ・デ・メロ・サントス - サッカー選手。アランの双子の弟。
- エヴァニウソン・アパレシド・フェレイラ - サッカー選手。

## 世界遺産

### 登録基準
この世界遺産は世界遺産登録基準のうち、以下の条件を満たし、登録された（以下の基準は世界遺産センター公表の登録基準からの翻訳、引用である）。
- (2) ある期間を通じてまたはある文化圏において、建築、技術、記念碑的芸術、都市計画、景観デザインの発展に関し、人類の価値の重要な交流を示すもの。
- (4) 人類の歴史上重要な時代を例証する建築様式、建築物群、技術の集積または景観の優れた例。